# Verruca
La verruca  è una formazione cutanea, chiamata anche porro, indotta dal virus del papilloma umano (altrimenti noto con l'acronimo anglofono HPV che sta per Human Papilloma Virus) della famiglia Papillomaviridae. Si tratta di formazioni benigne costituite da un nucleo di tessuto interno alimentato da vasi sanguigni e rivestito da vari strati di tessuto epiteliale. Il virus penetra nell'epidermide e la infetta, determinandone un'eccessiva velocità di replicazione.

## Sedi
Il contagio avviene per contatto superficiale (il virus quindi rimane confinato nella pelle e non è presente nel sangue) solitamente in luoghi molto frequentati come docce, palestre e piscine, dove il clima caldo e umido favorisce la sopravvivenza del virus in forma attiva. Mancando queste condizioni ambientali il virus non sopravvive a lungo al di fuori degli strati cutanei.
La verruca può svilupparsi in qualunque zona del corpo, ma spesso interessa solamente alcune aree specifiche (come per esempio le mani, i piedi, i gomiti e le ginocchia) che, essendo soggette a frequente traumatismo meccanico e contatto con l'ambiente esterno, è verosimile che presentino delle microlesioni in cui il virus possa annidarsi.

## Classificazione
L'aspetto della verruca varia a seconda della sede corporea colpita e del ceppo virale che l'ha provocata; distinguiamo perciò verruche comuni (o volgari), plantari, piane, filiformi, ecc. Le verruche comuni hanno lo stesso colore della pelle. In genere si riconoscono dalla tipica superficie ruvida spesso crespata e di aspetto antiestetico.
Le verruche plantari sono nere e compaiono solo sulla pianta del piede e normalmente interrompono il tracciato di linee e rilievi presenti sulla cute che costituiscono l'impronta del piede. Per questo motivo e per il fatto che possono presentare all'interno dei puntini scuri, non è possibile confonderli con callosità plantari. Tali puntini non sono altro che microtomi formatisi a seguito dello stiramento delle papille. Le verruche di questo genere tendono a essere più morbide, piatte, ricoperte da callosità e dolorose a causa della pressione esercitata durante la deambulazione.

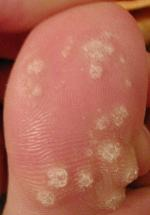
Verruche su un alluce

## Terapia
Il fenomeno dell'HPV non è mai stato soggetto di studi metodici approfonditi; per questa ragione fino a tempi recenti non era ancora conosciuta una terapia che ne garantisse totalmente la guarigione. Le più autorevoli riviste mediche dichiarano che nessun trattamento ha una probabilità di successo superiore al 73%.
I trattamenti attualmente utilizzati sono i seguenti:
- Asportazione chirurgica: consiste nell'asportazione totale della zona cutanea affetta. La ferita causata dal bisturi si risana ma resta più o meno evidente una cicatrice. Data la verosimile recidività della verruca, questo metodo è sempre meno utilizzato. Esso resta tuttavia il più efficace contro verruche annidate in zone dove la pelle è particolarmente dura, come le callosità della pianta del piede.
- Crioterapia: consiste nel congelamento dell'area affetta tramite azoto liquido, applicato localmente mediante batuffolo di ovatta oppure nebulizzato con una bomboletta spray. In questo modo le cellule ustionate del derma formano una bolla e si staccano dal tessuto sottostante permettendo all'epidermide di rigenerarsi; la ferita va trattata come un'ustione e protetta dalle infezioni.
- Preparati cheratolitici: viene applicato un liquido a base di acido salicilico, acido lattico, collodio elastico o combinazione dei tre. Questo tipo di farmaco accelera il ciclo di maturazione della verruca facendola salire in superficie e permettendone il distaccamento spontaneo.
- Iniezioni intralesionali: consistono nell'iniezione di interferone all'interno della verruca stessa, sostanza che allerta il sistema immunitario e può indurre l'apoptosi nelle cellule infettate dal virus.
- Laser: consiste nella bruciatura della verruca tramite laser.

### Credenze popolari
È vero che le verruche si moltiplicano nelle zone limitrofe colpite (ma anche a distanza) per autoinoculazione, ma è da considerarsi falsa la credenza popolare secondo cui per evitare che la verruca "ricresca" sia necessario asportare una fantomatica "radice". Difatti la verruca non penetra in profondità, ma si limita all'epidermide e al derma.